# ГЕС Вадагава II
ГЕС Вадагава II (和田川第二発電所) – гідроелектростанція в Японії на острові Хонсю. Знаходячись перед ГЕС Шін-Накачіяма, становить верхній ступінь однієї з гілок гідровузла, створеного на основі греблі Аріміне на лівобережжі річки Джогандж, яка на східній околиці міста Тояма впадає до затоки Тояма (Японське море). 

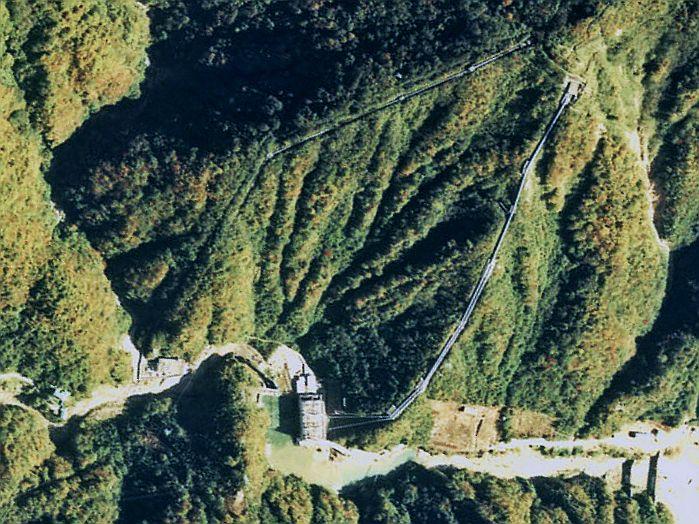
Вид зверху на район станції Вадагава ІІ, машинний зал якої розташований знизу по центру знімка (ліворуч видно машинний зал станції Вадагава І)

У 1938 році почалось зведення греблі на річці Вада, лівій притоці Джогандж. Втім, завершити первісний проект так і не вдалось – через нестачу ресурсів під час Другої світової війни в 1943-му роботи зупинились. Повторно за зведення греблі Аріміне взялись у 1956-му та, на цей раз, змогли завершити її за кілька років. В результаті Ваду перекрила бетонна гравітаційна споруда, яка має висоту 140 метрів, довжину 500 метрів та товщину від 6 (по гребеню) до 153 (по основі) метрів. Вона потребувала 1568 тис м3 матеріалу та утримує водосховище з площею поверхні 5,12 км2 і об’ємом 222 млн м3, з яких до корисного об’єму відносяться 204 млн м3 (коливання рівня поверхні між позначками 1015 та 1088 метрів НРМ). 
Окрім власного стоку, до сховища перекидається ресурс із водозаборів на річках Санагава (ще одна ліва притока Джогандж) та Канакідо (права притока Такахари, котра в свою чергу є правим витоком Дзиндзи – річки, що впадає до згаданої вище затоки Тояма прямо у центрі однойменного міста). У першому випадку потрібно було прокласти тунель довжиною біля 1,3 км, тоді як водозабір на Канакідо відділений від вихідного порталу тунелю більш ніж десятьма кілометрами.
Зі сховища греблі Аріміне вода подається одразу на три гідроелектростанції – Аріміне I, Вадагава II і Вадагава I (29 МВт). Остання в подальшому спрямовує воду на наступну станцію в долині Вади, тоді як дві перші становлять верхні ступені гілок гідровузла, котрі ведуть в долину Кокучі – ще однієї лівої притоки Джогандж.
До ГЕС Вадагава ІІ по правобережжю прямує дериваційний тунель довжиною 7,2 км з діаметром 4 метра, який переходить у напірний водовід довжиною по 0,54 км зі спадаючим діаметром від 3,4 до 2,9 метра. В системі також працює вирівнювальний резервуар висотою 116 метрів з діаметром 7 метрів.
Основне обладнання станції становлять дві турбіни типу Пелтон потужністю від 53,2 до 68,9 МВт (номінальна потужність 61,4 МВт), які використовують напір від 380 до 470 метрів (номінальний напір 430 метрів).